# 神鬼認證4
《神鬼認證4》（英語：The Bourne Legacy）是一部於2012年上映的美國動作驚悚電影，改編自勞勃·勒德倫的著名小說。東尼·格萊執導，並繼續由東尼·格萊編劇。本片雖是「神鬼認證系列電影」的第四部，但故事時間線與第三部《神鬼認證：最後通牒》相同。由麥特·戴蒙飾演的系列主角傑森·包恩在此集並未登場（但名字在片中仍多次被提到），本片講述的是另外的計劃與特工的故事，以傑瑞米·雷納飾演的亞倫·克羅斯為主角。
拍攝主要是在美國紐約，部分場景在菲律賓、韓國、巴基斯坦和加拿大取景。
電影於2012年8月10日於美國上映。《谍影重重4》的評價雖然不如前三部，但卻獲得了一個還算成功的票房，全球票房總計2億7614萬4750美元。而第五部電影《神鬼認證：傑森包恩》於2016年7月上映。

## 劇情
傑森·包恩六星期前消失於莫斯科。而在此期間，政府特工亞倫·克洛斯在美國國防部「成果計畫」的授權下，在美國阿拉斯加野外森林接受生存訓練。在極度惡劣的天氣與環境下，亞倫每天必須按時完成各項訓練，以及每天服用提高體能的綠色藥丸和提高智能的藍色藥丸。當他完成所有任務來到同計畫的三號成員的移動型林中小屋時，三號告訴亞倫已經打破了早兩天的最高紀錄。
「黑薔薇計劃」和「絆腳石計畫」當時遭到倫敦《衛報》記者賽門·羅斯的調查，而他剛好也在滑鐵盧車站與傑森·包恩接觸時遭到暗殺；後來因為包恩回到紐約的一系列行為而導致所有計畫被公開。中情局局長艾茲拉·克萊蒙先去找了前美國海軍上將馬克·圖索、也是「國家研究試驗小組」的創辦人；圖索也找來了前任空軍上校瑞克·拜爾，讓他監管所有中情局和國防部所秘密進行的增強研究計畫。然而，瑞克在Youtube上無意間找到關于絆腳石計畫的醫學主管艾伯特·赫旭，與成果計劃的醫學主管丹·席爾科特聚會時所拍攝的錄像，錄像中甚至公開了他們兩個的私人交情。為了防止包恩所帶來的麻煩牽連到他們，瑞克下令將所有成果計畫的潛伏特工一併去除，認為為了保護試驗小組的所有“次世代”第二階段項目只能出此下策。
命令一下達，潛服於世界各地的臥底特工都被毒死，只剩下亞倫與三號還留在阿拉斯加的小屋裏。瑞克派遣了一架從美國維吉尼亞州空軍空戰司令部起飛的無人機前去解決他們。亞倫一出小屋，MQ-1掠奪者無人攻擊機發射的導彈將小屋與三號一起轟毀。亞倫搶先回到炸碎的小屋去拿藥丸存貨，卻發現藥丸已全部被炸毀。亞倫隨後將自己體內的定位追蹤器取出，並放進抓到的狼體內，讓MQ-1掠奪者無人攻擊機追蹤到狼體內的追蹤器而毀滅目標。亞倫因此逃過一劫，隨後偷了一架飛機逃離阿拉斯加，決定去找藥丸的製作公司拿存貨。但在美國，艾伯特·赫旭在出庭作證前卻因為不明原因而死在酒店；而負責研發成果計畫藥物的『斯特森·莫蘭塔製藥公司』裏，瑞克所安排的研究員唐納德·福伊特，遭受神經學操控後開槍射殺計劃中的所有研究員，包括丹·席爾科特，最後在保安趕到後飲彈自盡。
槍擊案中唯獨負責檢測特工身體狀況的生化學家瑪塔·雪林得以倖存，瑪塔得救後決定搬離城市，但四個假冒政府探員的殺手來到她的郊區住宅企圖殺死她。此時，亞倫突然出現殺死了所有殺手，他帶著驚嚇過度的瑪塔解釋了情況、燒毀了整座房子後從森林逃跑。亞倫隨後開始追問藥丸的來源，而瑪塔卻一問三不知、說自己只是計劃中負責調試藥方的研究員，而所有的藥丸制作全部在菲律賓馬尼拉的病毒實驗工廠裏。亞倫一陣絕望，但瑪塔提示他在八個月前就已經不用再繼續吃綠色藥丸，及後亞倫決定與瑪塔一起去馬尼拉的病毒實驗工廠拿病毒配方。
瑞克等人發現派過去的小隊任務失敗後開始恐慌，於是開始追查瑪塔·雪林。夜晚，亞倫與瑪塔在汽車旅館度過一晚，亞倫將自己的真實身份告訴了她：本名肯尼斯·吉德森，曾經是進行護送任務时被宣告陣亡的美國陸軍第34裝甲團一等兵。最初在徵召入伍時，智力測驗不合格，但因兵力尚缺，測驗官幫他加了12分才達到測驗最低標準，所以其實亞倫本身患有智力低下及反應遲鈍，如果不依靠藥丸提升智力，將沒有任何機會逃跑，因此瑪塔決定幫助他。第二天，亞倫與瑪塔開始利用假身份坐飛機前往馬尼拉，兩人也成功通過安檢處。當瑪塔上飛機時，瑞克的小組查到瑪塔在逃出別墅後被人接走，也發現瑪塔做了假護照進入機場，在調查飛機航班時發現已死的亞倫也是同機乘客，繼而驚覺他們前往馬尼拉的目的是爲了注射活體病毒。
幾小時後，飛機到達菲律賓馬尼拉，兩人下飛機後直奔病毒實驗工廠，也利用假證件進入病毒原料存放庫，瑪塔將合成的病毒注入亞倫的身體。瑞克決定布下天羅地網，放出一個為超級士兵所創辦的“拉克斯計劃”的2號刺客去追殺他們。夜晚，亞倫與瑪塔在貧民窟裏度過，亞倫因爲剛注射了病毒而虛弱發燒。第二天，瑪塔爲了救亞倫而冒險出去買藥，但拉克斯2號與菲律賓馬尼拉警察局特種武器和戰術部隊已到達亞倫的房間外面，瑪塔大聲對亞倫喊快跑，而亞倫與瑪塔相遇後開始騎摩托車逃亡，拉克斯2號也騎摩托車緊追不舍。亞倫騎到碼頭時因爲中槍而開始暈倒，瑪塔也在拉克斯2號追來時向他的摩托車龍頭踢了一腳而導致其失控撞到柱子摔死。兩人在碼頭遇到一對開船父子，被父子好心收留而遠渡重洋，逃出生天。當瑞克派了一個小隊去搜查亞倫與瑪塔呆過的房間時，發現亞倫在房間裏寫了一句：到此爲止！同時，諾亞·瓦森參加出庭應訊時對委員會撒了謊，謊稱潘蜜拉將沒有權限查看的資料以及與國家通緝犯（包恩）私下合作，讓她遭受了叛國罪的指控。

## 角色
| 演員        | 角色          | 簡介                                                                                         |
| ----------- | ------------- | -------------------------------------------------------------------------------------------- |
| 傑瑞米·雷納 | 亞倫·克羅斯   | 美國政府特工，隸屬成果計畫，在阿拉斯加訓練站進行訓練，機智矯健，每天都會服用藥丸來增強體能。 |
| 瑞秋·懷茲   | 瑪塔·雪林     | 成果計畫藥物研究部門的高階研究博士，擁有高薪與高權限，也是計劃研究員的唯一倖存者。           |
| 瓊·愛倫     | 潘蜜拉·蘭迪   | CIA行動指揮，傑森·伯恩的盟友，因爲將黑薔薇計畫公開而遭到調查。                               |
| 愛德華·諾頓 | 瑞克·拜爾     | 國家研究評估中心的政府後防機構主管，也被CIA推薦管理所有計畫。                                |
| 亞伯特·芬尼 | 阿尔伯特·赫斯 | 黑薔薇計畫與傑森·伯恩的創始人，也因爲計畫暴露而被逮捕，但卻因為不明原因而死在酒店裡。        |

## 反應

### 評價
烂番茄新鲜度为56%，Metacritic上的平均得分为61，IMDB上得6.7分，评價普遍不及前作，但動作方面獲得好評。《荷里活報道》的評論家陶德·麥卡錫談到「該系列的第四部頗具實力，但故事情節缺乏創意」。

### 票房
美国首周末收获4026万美元，名列第一位，超過原本3500萬美元的期望。第一週過後電影賺進約40萬，比該系列的第一部電影《神鬼認證》的初週還高。工作室的研究報告指出，觀眾均勻地混合兩性之間。
電影在北美的票房為1億1320萬3870美元，國外則為1億6294萬0880美元，而全球總數達到2億7614萬4750美元。
| 上一届： 《黑暗騎士：黎明昇起》 | 2012年美國週末票房冠軍 第32周                                                 | 下一届： 《敢死队2》 |
| 上一届： 《大海啸之鲨口逃生》   | 2012年中国一周票房冠军 第43周（10月22日-10月28日） 第44周（10月28日-11月4日） | 下一届： 《寒战》    |

## 續集
儘管本片獲得褒貶不一的評價，但環球影業仍會繼續推出「神鬼認證系列電影」。2014年5月9日，安德魯·鮑德溫加入撰寫電影劇本的行列。2014年6月，執行製片人法蘭克·馬歇爾說，麥特·戴蒙仍不會在下部電影中回歸傑森·包恩一角。2014年6月18日，該工作室已將電影的發布日期從原來的2015年8月14日延遲到2016年7月15日。
2014年11月，戴蒙證實他和保羅·葛林葛瑞斯都將回歸。2015年1月6日，宣布上映日為2016年7月29日。而傑瑞米·雷納和麥特·戴蒙兩人則不會同時出現於第五集中，因此第五集則由戴蒙主演。